# La Boîte à malice
La Boîte à malice er en fransk stumfilm fra 1903 af Georges Méliès.